# Magalhães de Almeida
Pour les articles homonymes, voir Magalhães et Almeida (homonymie).
Magalhães de Almeida est une municipalité brésilienne située dans l'État du Maranhão.